# 哈佛大学文理研究生院
哈佛大学文理研究生院（英語：Harvard Graduate School of Arts and Sciences）是哈佛大学文理学院下辖的一个研究生院，可够授予文学硕士、工学硕士、理学硕士、森林科学硕士、哲学博士四种学位。

## 历史
虽然哈佛大学成立于1636年，但是哈佛大学文理研究生院在19世纪70年代才成立，1872年，哈佛大学决定成立研究生部，该研究生部能够授予文学硕士、工学硕士、科学博士、哲学博士四种学位，1890年，哈佛大学研究生部被更名为哈佛大学研究生院并獲纳入在同一年成立的哈佛大学文理学院之中，1905年，哈佛大学研究生院更名为哈佛大学文理研究生院。

## 简介
哈佛大学文理研究生院是哈佛大学文理学院下辖的四大学院之一，哈佛大学文理研究生院的院长由哈佛大学研究生教育管理委员会任命，他受哈佛大学文理学院院长的领导。文理研究生院目前的院长是孟晓犁，哈佛大学文理研究生院另外还有一名行政副院长（administrative dean）和一名助理副院长（associate dean）。